# جون ايراستي
جون ايراستي (بالإسبانية: Jon Errasti) (6 يونيو 1988 بإيبار في إسبانيا - ) هو لاعب كرة قدم إسباني في مركز الوسط. لعب مع ريال سوسيداد ب ونادي إيبار ونادي سبيزيا.

## روابط خارجية
- جون ايراستي على موقع قاعدة بيانات كرة القدم.إي يو (الإنجليزية)
- جون ايراستي على موقع Soccerway.com (الإنجليزية)
- جون ايراستي على موقع AS.com (الإسبانية)